# Herb gminy Ladevèze-Rivière

Herb gminy Ladevèze-Rivière

Herb gminy Ladevèze-Rivière – jeden z symboli miejscowości i gminy Ladevèze-Rivière we Francji. Przedstawia barana w czerwonym polu, pasącego się, zwróconego w prawą stronę.